# Ђуле
Ђуле (енгл. round shot, cannonball) је врста артиљеријског сферног пројектила у доба глатке артиљерије (од средине 14. до средине 19. века), које је, за разлику од такође сферне, али шупље бомбе или гранате, било масивно (пуно).

## Карактеристике

### Калибар
У почетку је израђивано од камена, крајем 14. и у 15. веку и од гвожђа, а касније само од гвожђа. По његовој тежини, обично у фунтама (1 фунта = 0,453 кг) изражаван је, почев од 16. века, калибар већине оруђа (нпр. хаубица од 12 фунти, топ од 12 фунти, итд). У Русији се тежина ђулета од ливеног гвожђа пречника два дјујма (1 дјујм = 25,4 мм) звала артиљеријска фунта. Њоме се, такође, изражавао калибар оруђа (нпр. топ од 24 артиљеријске фунте био је калибра 6 дјујма или 152 мм).

### Употреба
Ђуле је дејствовало непосредним ударом. Служило је, у првом реду, за рушење фортификацијских објеката и уништавање артиљеријских оруђа, а затим за тучење живе силе на већин даљинама (при повољном падном углу могло је одскочити од земље више пута, избацујући из строја по неколико пешака или коњаника). Ради ефикаснијег дејства, гвоздена ђулад су понекад усијавана, а камена унакрсно окивана гвозденим обручима да се не би распала при удару о зидине тврђаве.